# Андреј Квашњак
Андреј Квашњак (19. мај 1936 — 18. април 2007) био је словачки фудбалер. Рођен у Кошицама, играо је за Чехословачку, за коју је одиграо 47 мечева и постигао 13 голова. Обично га сматрају једним од најбољих чехословачких фудбалера.
Био је учесник Светског првенства 1962. године, где је Чехословачка завршила на другом месту, а такође и Светског првенства 1970.
У својој земљи је играо углавном за прашку Спарту. Од септембра 1969. играо је неколико сезона за белгијски тим Расинг Мехелен.
Иако је често било наведено да игра на позицији нападача, заправо је обично био офанзивни везни, где је у репрезентацији играо у тандему са Јозефом Масопустом. Познат је по својој техници и способности додавања, био је и одличан стрелац.